# 濃尾崩れ
濃尾崩れ（のうびくずれ）は、江戸時代前期に、尾張国と美濃国で隠れキリシタンが検挙された事件。崩れとは、1つの地域で大勢のキリシタンの存在が発覚し、その信仰組織が崩壊することである。

## 濃尾地方のキリシタン
永禄9年（1566年）からキリスト教の布教が始まった濃尾地方では、織田信長や織田信忠らの保護を受け、ルイス・フロイス、フランシスコ・カブラル、ガスパル・ヴィレラ、ニェッキ・ソルディ・オルガンティノといった宣教師によってさらに布教が進められた。本能寺の変の後は織田信雄の庇護を受けたが信雄は天正18年（1590年）に豊臣秀吉に追放される。
文禄3年（1594年）、岐阜の織田秀信が3人の家臣とともにオルガンティノから受洗され、城下に教会堂、病院、孤児院を建てて教化を進めたため、領内に多くのキリシタンが生まれた。しかし、慶長5年（1600年）の関ヶ原の戦いで西軍方だった秀信は捕らえられ、高野山に送られた。

## 崩れの前の弾圧
その後も尾張藩を治めた松平忠吉によりキリシタンの庇護を受けるが、元和年間から弾圧が始まる。ただし、この時期の取り締まりは本格的なものではなく、尾張国丹羽郡高木村では寛永年間から布教が始められ、明暦・万治年間（1655 - 1661）には秘密裏にだがかなり大胆にキリスト教が広められた。
寛永8年（1631年）に、57人のキリシタンが検挙され、4人が火刑、53人が入牢となった。さらに入牢した者の中から44人が江戸送りとなった。同12年（1635年）9月、江戸幕府の命で尾張藩でキリシタン改めが始まり、訴人をする者に褒美を与える旨が書かれた高札が名古屋の町中に立てられた。その後も幕府は何度も尾張藩内のキリシタンを名指しで捕獲するように命じ、尾張藩は捕らえたキリシタンの多くを江戸に送って幕府の処分に委ねた。寛永14年（1637年）には尾張国下野村で300余人のキリシタンが斬首され、大きな穴に入れられて塚が築かれた。
正保元年（1644年）にはキリシタン改によって48名が摘発された。その中の6名が江戸送りとなるが、残った42名は処罰されることなく牢死、または病死し、最後の1人は貞享元年（1684年）に牢内で病死した。
尾張藩では、正保のキリシタン改めの後、崩れが発生するまでキリシタンの検挙は行われなかった。

## 崩れ
寛文元年（1661年）3月、美濃国可児郡の塩村・帷子村に領地を持つ旗本の林権左衛門は、両村でキリシタンが露見したことを尾張藩に報告し、その捕縛を依頼した。これにより24名のキリシタンが捕らえられ、潜伏キリシタンの頭領として尾張国丹羽郡橋爪村の百姓・藤蔵が捕らえられる。その後もキリシタンの検挙は続き、高木村、橋爪村など79ヵ村から摘発された。
寛文4年12月（1665年2月3日）、幕府の指示で207人が斬罪。斬首された後の胴体は、藩士諸家の知行高に応じた人数分が試し物として配られ、老中には生きたまま試し物として差し出された。彼らは精進日を除いて3日間で全て処分され、遺体は名古屋の千本松原に大きな穴を掘って投げ捨てられた。同時期に、美濃国笠松の木曽川堤の大臼塚では数10名が磔刑となった。処刑された者の中には武士もいて、「歴々の人もありし由、皆悦んで討たれける由」と記されている。
寛文7年（1667年）には老中に呼び出された山澄淡路守がキリシタン宗門の徒について詰問されたことをきっかけにキリシタンの殲滅が図られ、乳児14名をふくむ759名が捕えられた。同年12月14日に756人が斬首と磔刑に処され、江戸には405人が牢に残っていると報告した。同年8月から10月の間には牢内にあふれるキリシタンを減らすためとして2000人が足軽以上の藩士に試し物として下された。寛文9年（1669年）には33人が斬罪となった。
寛文元年から7年までに処分されたキリシタンは1300余人となり、濃尾地域のキリシタンは根絶されたと言われる。
寛文9年（1669年）には尾張で33人を捕縛。31人は藩士に試し物として与えられ、2人が牢死。元禄10年（1697年）、美濃国笠松大臼塚で30余人が斬首。同11年（1698年）には美濃国塩村で7人が処刑された。

## 崩れの際のキリシタン政策とその後の統治
寛文4年4月7日には、幕府は目付・森川之俊を「美濃天主教徒査検」として美濃国に派遣してキリシタンの調査を実施。尾張藩では同年5月にキリシタン奉行（宗門奉行）2名を任命して、奉行の1人・海保弥兵衛を江戸に派遣して幕府の宗門改役・北条氏長にキリシタン穿鑿の要諦を問わせている。尾張藩は幕府の指示によって領内38か所にキリシタン禁制の高札を立て、五人組を組織した。領内の各寺院には新規に檀徒になる者の吟味をするよう通達し、代官・給人にキリシタン改を命じた。寛文5年正月には宗門奉行に替えて寺社奉行が設置され、宗門改めが毎年2月と11月の2度実施されることとなった。キリシタン検挙のため、丹羽郡・葉栗郡の給人知行所を御付家老の成瀬氏・竹腰氏を除いて他郡に移して、跡地を幕府の蔵入地にした。
キリシタンの摘発に協力した訴人や庄屋たちは、褒美の銀を受け、キリシタンの百姓たちが耕していた田畑を召し捕りの功労として永久贈与された。一方、キリシタン類族の者たちは、何代もの間厳しい監視におかれ、明治に至るまで村八分の差別社会で過ごすこととなった。
濃尾崩れの対応は、幕府の直接的な介入によって行なわれ、これにより徳川幕府の尾張藩に対する統制が強化されたが、尾張藩はキリシタン禁制政策に伴う五人組制度、宗門改・檀家制度などを確立させることで、領民の掌握を強固にし、藩権力は強化された。